# Deilephila porcellus
La esfinge morada pequeña o esfinge menor de la vid (Deilephila porcellus) es una especie de lepidóptero ditrisio de la familia Sphingidae que se encuentra en Europa, Norte de África y el oeste de Asia.

## Descripción
El cuerpo de la esfinge morada pequeña tiene tonalidades moradas y rosadas suaves, presentando una envergadura de 45 a 51 mm.
Las alas tienen matices morados más abundantes que el cuerpo y el abdomen, con estrías nebulosas de color verde oliva. 
Esta especie está muy relacionada con la gran esfinge morada (Deilephila elpenor), pero es más pequeña y de coloración generalmente más clara. A causa de los colores rosados, su nombre en latín es "porcellus", que significa "pequeño puerco".

## Hábitos

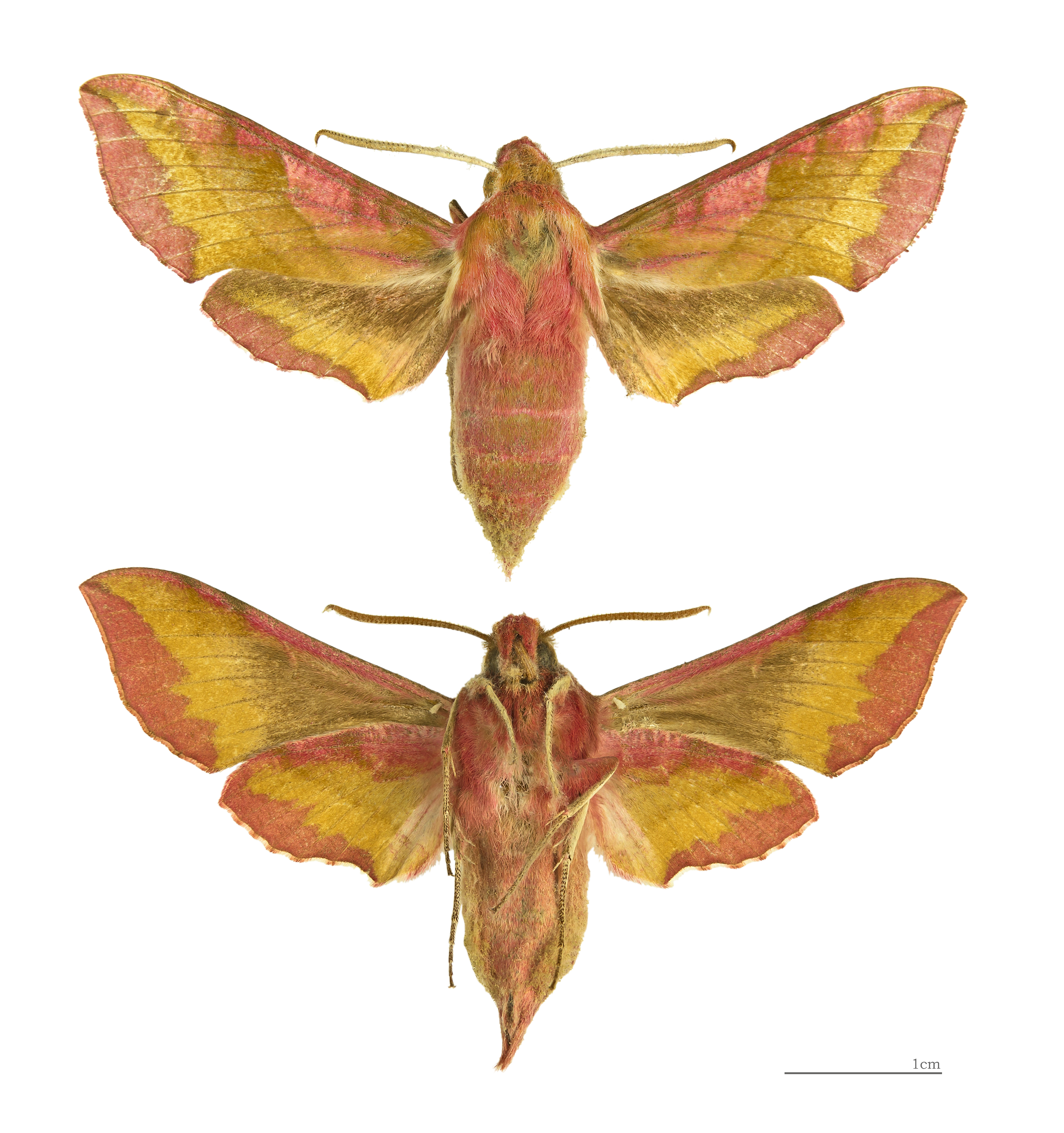
Deilephila porcellus.

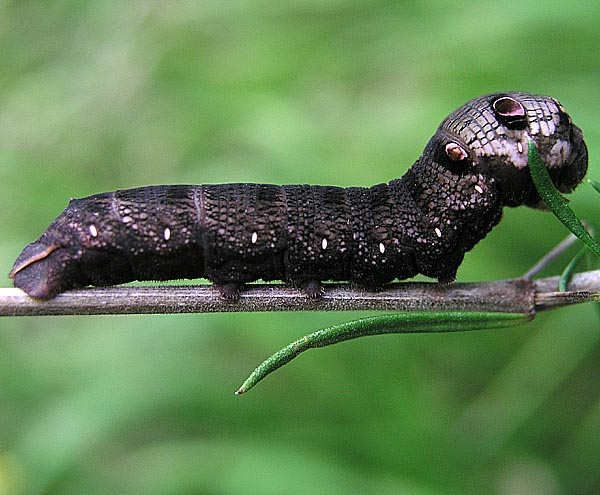
Oruga de la esfinge morada pequeña, comiendo una hoja.

La esfinge morada pequeña aparece entre la primavera y finales de septiembre en dos generaciones. Los adultos salen por la tarde a libar el néctar de las flores. 
Pone sus huevos sobre las hojas de las plantas en las que se alimenta. Las orugas se alimentan de las hojas de Epilobium hirsutum y de Galium. 
Las orugas totalmente desarrolladas alcanzan los 6 cm de largo. Al igual que las orugas de la gran esfinge morada, son grises y tienen unas grandes manchas sobre la piel que asemejan ojos. Cuando se sienten amenazadas, la oruga se posiciona de manera tal que la proyección del cuerpo asemeja la cabeza de una serpiente lo que puede ser efectivo para espantar a los pájaros.

## Especies relacionadas
- Gran esfinge morada, muy similar pero de talla más grande.